# Sheila Jasanoff
Sheila Sen Jasanoff es una académica india estadounidense que contribuye de manera significativa al campo de los Estudios de ciencia, tecnología y sociedad. 

## Trayectoria
Nacida en la India, Jasanoff asistió a Radcliffe College, donde estudió matemáticas y recibió su licenciatura en 1964. Luego estudió lingüística y recibió su maestría en la Universidad de Bonn (entonces parte de Alemania Occidental). Regresó a Harvard para completar un doctorado en lingüística en 1973, y un J.D. en Harvard Law School en 1976. Practicó derecho ambiental en Boston desde 1976 hasta 1978. Ella y su esposo aceptaron puestos en la Universidad de Cornell, donde se convirtió en pionera en el campo emergente de los Estudios de Ciencia y Tecnología. En 1998, Jasanoff se unió a la Escuela de Gobierno John F. Kennedy en la Universidad de Harvard como profesor de políticas públicas. En 2002, se convirtió en profesora de Estudios de Ciencia y Tecnología Pforzheimer.

## Pensamiento
Jasanoff fundó y dirige el Programa de Ciencia, Tecnología y Sociedad en la Escuela de Gobierno John F. Kennedy en la Universidad de Harvard . Su investigación se centra en la ciencia y el Estado en sociedades democráticas contemporáneas. Su trabajo es relevante para estudios de ciencia y tecnología, política comparada, derecho y sociedad, antropología política y jurídica, sociología y análisis de políticas. La investigación de Jasanoff tiene una amplitud empírica considerable, que abarca Estados Unidos, el Reino Unido, Alemania, la Unión Europea y la India, así como regímenes globales emergentes en áreas como el clima y la biotecnología. 

### Ciencia y democracia
Una línea del trabajo de Jasanoff demuestra cómo la cultura política de las diferentes sociedades democráticas influye en la forma en que evalúan la evidencia y la experiencia en la formulación de políticas. Su primer libro (con Brickman e Ilgen), Controlling Chemicals (1985), examina la regulación de sustancias tóxicas en los Estados Unidos, Alemania y el Reino Unido. El libro mostró cómo las rutinas de toma de decisiones en estos países reflejan diferentes concepciones de lo que cuenta como evidencia y de cómo la experiencia debería operar en un contexto de políticas. En Diseños sobre la naturaleza: ciencia y democracia en Europa y los Estados Unidos (2005), ha demostrado cómo las diferentes sociedades emplean diferentes modos de razonamiento público cuando toman decisiones relacionadas con la ciencia y la tecnología. Estas diferencias, que en parte reflejan distintas "epistemologías cívicas", están profundamente arraigadas en las instituciones y dan forma a la forma en que los mecanismos de la política burocrática de los estados modernos enmarcan y procesan las cuestiones políticas. 

### Ciencia regulatoria
Jasanoff también ha contribuido a la erudición en la interacción de la ciencia y la ley. Science at the Bar (1995), por ejemplo, llegó más allá de los diagnósticos prevalecientes de incompatibilidades estructurales entre la ciencia y la ley para explorar cómo interactúan estas instituciones socialmente integradas y, hasta cierto punto, se constituyen mutuamente. El concepto de ciencia regulatoria, llevado a cabo con el propósito de cumplir con las normas establecidas por ley, y las actividades de dibujo de "límites" de los comités asesores científicos se analizan en The Fifth Branch (1990). Más recientemente, ha explorado el "aumento de la víctima estadística" en agravios tóxicos, ya que la ley, con su orientación individualista, ha encontrado cada vez más y buscó formas de adaptarse a la visión estadística de campos como la epidemiología. En su trabajo sobre la ciencia y el derecho, así como en su investigación sobre la ciencia en el estado, adopta un enfoque que vincula las ideas del derecho constitucional, la teoría política y los estudios científicos para considerar el papel "constitucional" de la ciencia en los estados democráticos modernos.
Jasanoff ha considerado la politización de la ciencia no solo en un contexto comparativo sino también global. Los ejemplos incluyen su trabajo sobre los aspectos transnacionales del desastre de Bhopal (Learning from Disaster 1994); su investigación sobre la formación y la política de organismos asesores científicos mundiales, como el Panel Intergubernamental sobre el Cambio Climático; y su investigación sobre movimientos ambientales nacionales y globales (por ejemplo, Earthy Politics, 2004).
Jasanoff también ha contribuido a construir Estudios de Ciencia y Tecnología como un campo. Antes de mudarse a Harvard, fue presidenta fundadora del Departamento de Estudios de Ciencia y Tecnología de la Universidad de Cornell. También es la fundadora de Science & Democracy Network, un grupo de académicos interesados en el estudio de la ciencia y el estado en las sociedades democráticas que se han reunido anualmente desde 2002. Su investigación ha sido reconocida con muchos premios, entre ellos el Premio Bernal de la Sociedad de Estudios Sociales de la Ciencia, una beca Guggenheim y el Premio Albert O. Hirschman del Consejo de Investigación de Ciencias Sociales . 